# Фрис, Теодор Магнус
Теодор Магнус Фрис (швед. Theodor Magnus Fries; 1832—1913) — шведский ботаник и лихенолог, биограф Карла Линнея, старший сын «отца микологии» Элиаса Магнуса Фриса.

## Биография
Теодор Магнус Фрис родился 28 октября 1832 года в деревне Фемшё на территории шведской провинции Смоланд. Он был первым ребёнком в семье Элиаса Фриса (1794—1878) и Кристины Висландер (1809—1862). Теодор находился под влиянием своего отца-миколога, в 1851 году поступил на биологический факультет Уппсальского университета. Уже с 1853 года Теодор Магнус работал в Ботанических саду и музее Уппсалы. В 1857 году ему была присвоена степень доктора по ботанике за его работы по лихенологии. В 1862 году Фрис был назначен адъюнкт-профессором ботаники, в 1877 году стал профессором. С 1893 по 1899 Теодор Магнус был заместителем главы Уппсальского университета. Теодор Магнус Фрис скончался 29 марта 1913 года в Уппсале. Он был женат на Густаве Катарине. Двое из их девяти детей затем стали профессорами ботаники — Роберт Элиас (1876—1966) и Тор Кристиан Элиас (1886—1930).

## Некоторые работы
- Fries, Th.M. (1858). Monographia Stereocaulorum et Pilophororum. 76 p.
- Fries, Th.M. (1860). Lichenes arctoi. 298 p.
- Fries, Th.M. (1861). Genera heterolichenum europaea recognita. 116 p.
- Fries, Th.M. (1871—1874). Lichenographia scandinavica. 2 pars, 639 p.